# 中村国吉
中村 国吉（なかむら くによし）は、戦国時代の比叡山西塔学林院の僧、還俗後は尾張国愛知郡中村の農民だが、江戸時代以後の書物に名が見えるのみで実在の人物であったかどうかは不明。『真書太閤記』『絵本太閤記』や、天野信景の『塩尻』、続群書類従の『浅井系図』『尾陽雑記』等では豊臣秀吉の曽祖父に仮作している。法号は昌盛（しょうせい）で、昌盛法師ともといった。

## 人物
出自については諸説がある。
前述の江戸時代に創られた『浅井系図』では、浅井重政の子、長助（氏政）が中村弥助国吉であるとしている。長助は近江国浅井郡丁野村の住人とある。
『木下系図』では、佐々木高島隠岐守高泰の子の氏泰が木下郷に住み、木下源四郎を名乗ったが、母は浅井郡長野村の人で出自が不明だというが、氏泰の同母弟がいて、東塔学林坊で僧になったが、これが昌盛であろうとしている。
小瀬甫庵の『太閤記』には秀吉の祖父や曽祖父の話は一切無いが、江戸時代中期に書かれた『絵本太閤記』と後期に書かれた『真書太閤記』にかかれており、内容は大筋で同じだが、多く加筆されている後者を中心にして以下を書く。

### 昌盛法師
近江国浅井郡長野村の百姓長助（弥助）の次男として生まれた。8歳の時に比叡山に登り、剃髪して昌盛を号し、天台宗の僧となった。
天台の三密を極めたが、今天下乱れ極まることを憂い、天下を泰平にし、万民を塗炭の苦しみから救わんとして、昌盛は竹生島弁財天に1千日も参拝を繰り返して丹精を込めて祈ったが、示現が現れなかったので、今宵限りと定めて一晩中祈っていると、夢とも現ともなく神女が出現して、現世の興廃は天命に任せるのみであるが、「汝の志の切なるよりて汝が後孫に天下を授け大願成就せしめる」というお告げがあった。
喜んだ昌盛は、子孫を作るためには僧の身では叶わないので、還俗せよという示現だと解釈し、山門を逃れ出て故郷である浅井郡長野村に帰り、兄・長左衛門の家で同居した。
昌盛は背が高く色白で美男であったので、婿にほしいという者が大勢いたが、33歳（23歳）の時、同村の百姓で母方の叔父・弥五右衛門の17歳の容色美麗の娘・於高（同村の百姓・弥五右衛門の娘・お鷹）と、関係を持って妊娠させた。しかし昌盛はまだ還俗していなかったので正式には結婚もしていなかった。お腹が大きくなると、堕落僧の子と蔑まれるのを嫌って立ち退くことにした（またはお鷹は絶世の美女だったため、娘を取られたのを恨んだ他の若い衆が昌盛を討つ企てを立て、それに気づいて立ち退いた。）。
昌盛は尾張国愛知郡中村に移り住み、所縁のある者に家を借り、髪を蓄えて正式に還俗し、名を改め中村弥助国吉と名を改めた。
国吉は、武道を好み浪人と号し、仕官を望んだが良い返事は来ず、土民のまま病死した。

### 国吉の子
『真書太閤記 : 今古実録』では、お鷹が生んだ一子は「弥右衛門昌吉」とある。別版の『真書太閤記』で、於高が生んだ子は「中村弥右衛門昌高」で、文明12年（1480年）の生まれという。『絵本太閤記』では、妻（名前の記載なし）が生んだ男子は「弥右衛門昌高」とある。『尾張群書系図部集』は、国吉の子を「吉高」とし、弥助、弥右衛門尉と書いている。
いずれの場合も、国吉の孫にあたる人物を、「弥助昌吉」（木下弥右衛門）としている。

## 家族
- 父：弥助/長助（浅井重政とも）
- 妻：於高/お鷹
  - 子：昌高/吉高[9]/高吉